# Луїс Сандоваль
Луїс Сандоваль (ісп. Luis Sandoval; нар. 1 червня 1999, Соледад, Атлантико) — колумбійський футболіст, півзахисник клубу «Барранкілья». Виступав, зокрема, за клуб «Атлетіко Хуніор», а також молодіжну збірну Колумбії.

## Клубна кар'єра
Народився 1 червня 1999 року в місті Соледад. Сандоваль розпочав професіональну кар'єру в клубі «Атлетіко Хуніор». На початку 2017 року для отримання ігрової практики Луїс перейшов в оренду до «Баранкільї». 11 лютого в матчі проти «Реал Сан-Андрес» він дебютував в колумбійської Примері B. 1 березня в поєдинку проти «Боготи» Луїс відзначився дебютним голом за «Баранкілью». Після закінчення оренди Сандоваль повернувся в «Атлетіко Хуніор». 4 лютого 2018 року в матчі проти «Атлетіко Букараманга» дебютував у Кубку Мустанга. У тому ж році «Баранкілья» викупив трансфер гравця.

## Виступи за збірні
2019 року Сандоваль в складі молодіжної збірної Колумбії взяв участь у молодіжного чемпіонату Південної Америки в Чилі. На турнірі він зіграв в матчах проти команд Бразилії, Болівії, Уругваю та двічі Венесуели. На молодіжному рівні зіграв у 8 офіційних матчах, відзначився 2 голами.

## Статистика виступів

### Клубна
| Клуб                   | Сезон             | Ліга                | Ліга  | Ліга | Кубок | Кубок | Інші  | Інші | Загалом | Загалом |
| Клуб                   | Сезон             | Дивізіон            | Матчі | Голи | Матчі | Голи  | Матчі | Голи | Матчі   | Голи    |
| ---------------------- | ----------------- | ------------------- | ----- | ---- | ----- | ----- | ----- | ---- | ------- | ------- |
| «Атлетіко Хуніор»      | 2017              | Категорія Прімера A | 0     | 0    | 0     | 0     | 0     | 0    | 0       | 0       |
| «Атлетіко Хуніор»      | 2018              | Категорія Прімера A | 2     | 0    | 0     | 0     | 0     | 0    | 2       | 0       |
| «Атлетіко Хуніор»      | Загалом           | Загалом             | 2     | 0    | 0     | 0     | 0     | 0    | 2       | 0       |
| «Барранкілья» (оренда) | 2017              | Категорія Прімера Б | 27    | 3    | 5     | 0     | 0     | 0    | 32      | 3       |
| «Барранкілья»          | 2018              | Категорія Прімера Б | 6     | 5    | 0     | 0     | 0     | 0    | 6       | 5       |
| «Барранкілья»          | Загалом           | Загалом             | 33    | 8    | 5     | 0     | 0     | 0    | 38      | 8       |
| Усього за кар'єру      | Усього за кар'єру | Усього за кар'єру   | 35    | 8    | 5     | 0     | 0     | 0    | 40      | 8       |

Примітки
1. ↑  Матчі в Кубку Колумбії

### Статистика виступів за збірну
| Дата      | Місто    | Господарі | Результат | Гості    | Турнір                                                 | Голи | Примітки |
| --------- | -------- | --------- | --------- | -------- | ------------------------------------------------------ | ---- | -------- |
| 17-1-2019 | Ранкагуа | Венесуела | 1 – 0     | Колумбія | Молодіжний чемпіонат Південної Америки 2019 - 1-й етап | -    | 45' 56'  |
| 19-1-2019 | Ранкагуа | Колумбія  | 0 – 0     | Бразилія | Молодіжний чемпіонат Південної Америки 2019 - 1-й етап | -    |          |
| 21-1-2019 | Ранкагуа | Колумбія  | 1 – 0     | Болівія  | Молодіжний чемпіонат Південної Америки 2019 - 1-й етап | -    | 45'      |
| Усього    |          | Матчів    | 3         |          | Голів                                                  | 0    |          |

## Титули і досягнення
- Переможець Ігор Центральної Америки та Карибського басейну: 2018
- Бронзовий призер Південноамериканських ігор: 2018